# Lutheran Council in the United States of America
Der Lutheran Council in the United States of America (LCUSA) war ein Verband von vier lutherischen Kirchen in den USA. Seinen Mitgliedskirchen gehörten bis 1977 etwa 95 % aller lutherischen Christen in den Vereinigten Staaten an.

## Geschichte
Die Vorgängerorganisation des LCUSA war der 1918 begründete National Lutheran Council (NLC). Dieser diente acht Mitgliedskirchen als Dachverband und nahm US-weite kirchliche Aufgaben wahr, darunter soziale Dienste, Mission, Öffentlichkeitsarbeit, Militärseelsorge, Studierendenseelsorge und Auslandshilfe. Als es sich Ende der 1950er-Jahre abzeichnete, dass die acht Mitgliedskirchen sich zu zwei Kirchen zusammenschließen würden, nämlich der American Lutheran Church (1960) und der Lutheran Church in America (1963), wurde eine Restrukturierung des Kirchenbundes erforderlich. Im Jahr 1959 nahm die Lutheran Church – Missouri Synod die Einladung an, sich einem neuen Dachverband der lutherischen Kirchen anzuschließen. Konsultationen in den Jahren 1960 und 1961 führten dazu, auf dem Weg zur Bildung des LCUSA fortzuschreiten. Dies stellte einen Durchbruch bei der Zusammenarbeit der lutherischen Denominationen in den USA dar, weil die eher konservative Missouri-Synode zuvor Überlegungen zurückgewiesen hatte, mit den anderen lutherischen Kirchen einen Verband zu bilden, bevor nicht von allen Beteiligten Einmütigkeit in Lehrfragen hergestellt sein würde.
Am 1. Januar 1967 wurde der LCUSA gegründet. Gründungsmitglieder waren die Lutheran Church in America, die American Lutheran Church und die Lutheran Church – Missouri Synod. In der Folge schloss sich die mit seinerzeit etwa 21.000 Mitgliedern relativ kleine Synod of Evangelical Lutheran Churches dem Kirchenbund an. Die Missouri-Synode verließ 1977 den LCUSA.
Der LCUSA setzte zu einem großen Teil die Arbeit des NLC fort und legte dabei einen Schwerpunkt auf Lehrgespräche sowie die Diskussion und Studien zu theologischen Fragen. Er bestand bis 1988.